# Fondazione Benetton Studi Ricerche
La Fondazione Benetton Studi Ricerche è un centro internazionale di studi e ricerche per il paesaggio, orientato a formazione e divulgazione, documentazione e produzione editoriale, che svolge attività e ricerche anche nel campo della storia del gioco, della musica e del patrimonio storico, con una biblioteca e un giardino aperti al pubblico.
Presieduta da Luciano Benetton e diretta da Luigi Latini, svolge la sua attività in tre sedi nel centro storico di Treviso, restaurate dall’architetto Tobia Scarpa, – i palazzi Bomben e Caotorta, la chiesa di San Teonisto e Ca’ Scarpa –, oltre che a casa Cozzi, una colonica immersa nella campagna di Zero Branco (Treviso).

## Storia
Il lavoro della Fondazione Benetton Studi Ricerche prende avvio nel 1987, quando Luciano Benetton raccoglie attorno a sé un gruppo di intellettuali per dare origine a un’istituzione culturale.
Fin dall’inizio la Fondazione viene affidata all’architetto Domenico Luciani, con l’architetto Tobia Scarpa e lo storico Gaetano Cozzi, che danno vita a una realtà che pone al centro dei suoi obiettivi scientifici gli studi e le ricerche su territorio e paesaggio: la storia, la geografia, il patrimonio naturale e culturale, il comportamento degli uomini che lo abitano attraverso i secoli. Nella sede di piazza Crispi a Treviso si forma un gruppo di lavoro che cresce negli anni assieme a un ricco centro documentazione, che si viene definendo come insieme di biblioteca, archivio, cartoteca, un deposito ordinato e consultabile di materiali diversi, dai libri alle riviste, alle cartografie.
Con il 2003 arriva la nuova prestigiosa sede di via Cornarotta, ospitata nei palazzi Bomben e Caotorta, oggetto di un complesso e prestigioso intervento di restauro diretto da Tobia Scarpa, che restituisce a nuova vita due edifici gravemente danneggiati dai bombardamenti del secondo conflitto mondiale.
A oltre trent’anni dalla sua istituzione, il gruppo di lavoro della Fondazione si è ampliato, sotto la presidenza di Luciano Benetton e la direzione di Luigi Latini, e opera con il supporto sistematico di comitati scientifici composti da studiosi ed esperti di fama internazionale.  L’attività si articola in tre diversi ambiti: nel vasto mondo del paesaggio e dello studio dei luoghi, in quello della storia e civiltà del gioco e dei beni culturali.
Il centro studi sul paesaggio, fondato ben prima dell’adozione della Convenzione Europea del Paesaggio (nell’anno duemila), svolge un'ampia attività di studi e ricerche che prevede l’organizzazione di convegni, seminari, viaggi di studio, laboratori sperimentali sulla vita e la forma dei luoghi, e la cura di alcune pubblicazioni per la loro conoscenza, salvaguardia e valorizzazione. Il progetto che più caratterizza quest’ambito di lavoro, fin dalla sua prima edizione nel 1990, è il Premio Internazionale Carlo Scarpa per il Giardino, campagna di studio e di cura dedicata a un luogo del mondo «particolarmente denso di valori di natura, di memoria e di invenzione». Altri importanti appuntamenti annuali sono le Giornate internazionali di studio sul paesaggio e i workshop di progettazione. Vengono inoltre assegnate borse di studio a carattere residenziale, finalizzate al sostegno a giovani ricercatori per progetti di ricerca ispirati all’eredità culturale di Rosario Assunto, Ippolito Pizzetti e Sven-Ingvar Andersson.
Il settore dedicato alle indagini sulla storia e la civiltà del gioco è erede dei più ampi studi attorno alla Storia veneta che hanno caratterizzato, negli anni ottanta, l’avvio dell’attività della Fondazione. Il principale esito del lavoro è rappresentato da «Ludica», rivista di riferimento riconosciuta a livello internazionale, e dall’omonima collana editoriale che raccoglie contributi specialistici. In memoria del professor Gaetano Cozzi, la Fondazione bandisce, a partire dal 2016, due premi annuali destinati a giovani studiosi per saggi originali sul tema del gioco, della festa, dello sport e, in generale, della ludicità; l’iniziativa intende proseguire la lunga esperienza fatta dalla Fondazione assegnando, nel corso di un trentennio, oltre 70 borse di studio per laureati di vario livello e grado accademico.
Il più recente settore di attività, denominato “beni culturali”, raccoglie e ordina quanto sviluppato nel corso degli anni in termini di progetti speciali, attenzione al mondo della scuola, iniziative di promozione della cultura e divulgazione. Tra i progetti speciali: Imago Mundi, la raccolta di tele di piccolo formato, promossa da Luciano Benetton; la ricerca Treviso Urbs Picta; il progetto Musica antica in casa Cozzi, un programma di concerti, incontri e corsi di perfezionamento; Navigare il territorio, progetto di valorizzazione territoriale attraverso il patrimonio culturale, destinato alla comunità di Fiumicino (Roma), con azioni dedicate soprattutto alla popolazione scolastica.
Alla scuola la Fondazione dedica un’attenzione particolare, proponendo programmi formativi collegati alle sue attività e promuovendo numerose collaborazioni con istituzioni pubbliche e private, in particolare con il mondo dell’università.
Il lavoro di studio e ricerca della Fondazione è sostenuto dal suo centro documentazione, aperto al pubblico e articolato in biblioteca, cartoteca e archivio, ricco di oltre 72.000 volumi, 100 periodici in abbonamento, 12.000 cartografie, 60.000 fotografie, e viene divulgato e promosso attraverso la pubblicazione di riviste, collane e monografie a cura dell’area editoriale che caratterizza la Fondazione dal 1993, e che ha visto la cura e pubblicazione, a oggi, di oltre un centinaio di titoli, negli ambiti dello studio del paesaggio, della storia veneta, della storia del gioco e dei beni culturali.

## Sedi

### Palazzi Bomben e Caotorta
La sede istituzionale si trova tra via Cornarotta e il corso d’acqua La Roggia, nel centro storico di Treviso, ed è formata dai palazzi Bomben e Caotorta. Ambedue i palazzi sorgono su antichi edifici, databili ai secoli XIV-XV, in parte incorporati nelle modificazioni successive avvenute ininterrottamente fino alla metà del XX secolo. Nel 1944 la parte posteriore di palazzo Bomben fu colpita da un bombardamento, che ha portato al successivo crollo della copertura, dei solai e di parte delle murature.
Nel 1999, quando iniziarono i lavori di restauro, a cura dall’architetto Tobia Scarpa, con la collaborazione dell’architetto Umberto Zandigiacomi, i danni causati durante la seconda guerra mondiale erano in un certo senso poca cosa rispetto a quelli dovuti al grave stato di abbandono in cui versavano entrambi i palazzi. Il complesso intervento, ultimato nel 2003, ha restituito una nuova vita all’insieme, che dispone di 3.200 metri quadrati di superficie coperta calpestabile.
Tutti gli spazi aperti, destinati a uso padronale ma aperti al pubblico e collegati alla città anche da una passerella sulla Roggia, hanno preso la forma di un giardino urbano esclusivamente pedonale, disegnato e realizzato da Domenico Luciani con Ippolito Pizzetti e Luigi Latini.
Palazzo Caotorta è in particolare sede del lavoro di ricerca, scientifico, progettuale, editoriale e del centro documentazione.
Palazzo Bomben, con l’auditorium e un intero piano, di circa 350 metri quadrati, dedicato ad attività espositive, è sede delle iniziative pubbliche di carattere scientifico e divulgativo organizzate dalla Fondazione stessa o in collaborazione con altri enti e associazioni, e offrono alla città ambienti adatti a momenti pubblici culturali di diversa natura. L’auditorium, al piano terra di palazzo Bomben, strutturato in platea e galleria, ha una capienza complessiva di 150 posti ed è dotato di una sala regia con attrezzatura multimediale. L’aula seminari, situata al terzo piano, può accogliere fino a 50 persone e presenta caratteristiche tecniche simili all’auditorium. Gli spazi espositivi si trovano al piano nobile e sono articolati in quattro sale, utilizzabili anche autonomamente una dall’altra: la sala della Roggia, la più moderna, situata nell’ala settentrionale del palazzo e ricavata nell’area crollata a seguito dei bombardamenti del 1944; la sala delle Vedute, la prima cui si accede dallo scalone principale, caratterizzata da un prezioso soffitto cinquecentesco decorato, scoperto e recuperato durante i lavori di restauro; la sala delle Ore, con affreschi e stucchi originali dei primi anni dell’Ottocento, attribuiti al pittore Giovanni Battista Canal; la sala dei Miti, la più piccola, ma anche la più riccamente decorata, con raffigurazioni mitologiche di gusto neoclassico, anch’esse opera del Canal.

### Chiesa di San Teonisto
Il restauro della chiesa di San Teonisto, nel centro storico di Treviso, fortemente voluto da Luciano Benetton, è giunto al termine alla fine del 2017, riconsegnando alla città un importante patrimonio storico per lo svolgimento di attività culturali. Il complesso intervento, iniziato alla fine del 2014 e affidato alla cura e alla creatività dell’architetto Tobia Scarpa nel solco del suo fertile sodalizio con il Gruppo Benetton, restituisce un’architettura rinnovata, ma capace di raccontare i segni del passato di luogo consacrato, poi gravemente danneggiato dai bombardamenti del 1944 e spogliato dei suoi arredi, e infine dimenticato. Successivamente sconsacrato e adibito a usi diversi, l’edificio è stato gestito dal Comune di Treviso fino all’acquisizione, nel 2010, da parte di Luciano Benetton, che successivamente l’ha donato alla Fondazione Benetton Studi Ricerche.
La chiesa deve il suo nome a san Teonisto, la cui salma, secondo tradizione, fu trasferita a Treviso dai cittadini di Altino a seguito della distruzione della loro città nel 452 d.C. a opera di Attila. Oltre alle spoglie del santo la chiesa ha ospitato nel corso dei secoli numerose opere pittoriche di artisti del XVII secolo, tra cui il celebre dipinto Le Nozze di Cana di Paolo Veronese e bottega, ora custodito a Palazzo Montecitorio, dopo essere stato trafugato da Napoleone Bonaparte nel 1810, insieme ad altre due tele. Nel 1758 Jacopo Guarana realizzò il grande affresco del soffitto raffigurante l’Assunzione della Madonna, la cui fama riecheggiava in tutti gli ambienti culturali dell’epoca, poi distrutto dai bombardamenti del 1944. Le opere pittoriche sopravvissute furono convogliate al Museo Civico di Treviso.
L’intervento di restauro e adeguamento della chiesa ha avuto come obiettivo prioritario il rispetto e la tutela dello spazio architettonico preesistente, attraverso l’adozione di mirati interventi di restauro e accurati dettagli disegnati dallo stesso Tobia Scarpa. Le nuove esigenze funzionali hanno trovato soluzione nella realizzazione di due tribune reclinabili che, quando sollevate, consentono di adibire l’aula della chiesa a sala da musica e auditorium, per una capienza complessiva di 300 persone. Grazie all’inserimento di un nuovo pavimento sopraelevato e a un delicato lavoro di scavo, le tribune reclinabili possono essere completamente nascoste alla vista scomparendo al di sotto della quota del pavimento e consentendo così di ottenere uno spazio completamente libero in grado di ospitare esposizioni temporanee.
L’importante intervento di carattere architettonico-strutturale è stato completato dal restauro e dal riposizionamento di quasi tutte le opere pittoriche originarie, grazie a un accordo trentennale tra la Fondazione Benetton e il Comune di Treviso, che custodiva le tele nelle collezioni del Museo Civico, dopo la rimozione avvenuta a seguito dei bombardamenti.

### Casa Luisa e Gaetano Cozzi
Oltre che nella sede istituzionale, la Fondazione Benetton svolge parte della sua attività a Casa Luisa e Gaetano Cozzi, casa colonica immersa nella campagna di Zero Branco (Treviso), lascito testamentario del professor Gaetano Cozzi (1922-2001). Nel rispetto del lascito, sono organizzate attività formative nel campo musicale, in memoria di Luisa Zille (1941-1995), moglie del professore, studiosa e cultrice di storia della lingua, di poesia e di musica, della quale si conserva il prestigioso pianoforte Bechstein. In particolare sono organizzati corsi di alto perfezionamento di canto e di pratica strumentale e progetti didattici in residenza finalizzati a produzioni concertistiche e incisioni discografiche. La casa è attrezzata con una piccola foresteria e dispone di una biblioteca che raccoglie parte del fondo documentario di Gaetano Cozzi, disponibile alla consultazione da parte degli studiosi. L’area agricola viene gestita in collaborazione con agricoltori della zona e costituisce un laboratorio di paesaggio agrario per il recupero della biodiversità attraverso il mantenimento di siepi ripariali e fossi, evitando l’utilizzo di presidi chimici.

## Fondo Fernanda Pivano
Il fondo Fernanda Pivano, la più importante americanista italiana del Novecento, è articolato in due parti: la biblioteca  e l’archivio personale della Pivano. In tutto più di 40.000 documenti tra libri, lettere, manoscritti, video, fotografie, documenti personali e dediche. Il fondo documenta la vita e il lavoro di Fernanda Pivano ed ha un rilievo di prima grandezza per lo studio dei rapporti Italia-America del dopoguerra.
Il fondo, donato da Fernanda Pivano alla Fondazione Benetton Studi Ricerche nel 1997, è oggi collocato presso la Fondazione Corriere della Sera.
La biblioteca di Fernanda Pivano è consultabile dal catalogo della biblioteca.
L’archivio di Fernanda Pivano è corredato da un elenco provvisorio dei fascicoli in corso di inventario.